# Sayonara
Sayonara és una pel·lícula estatunidenca de 1957 dirigida per Joshua Logan.

## Argument
Durant la guerra de Corea, era prohibit als americans que estaven al Japó casar-se amb japoneses.
La pel·lícula relata doncs la història de dos amors prohibits.

## Repartiment
- Marlon Brando: Major Lloyd Gruver
- Patricia Owens: Eileen Webster
- Red Buttons: Joe Kelly
- Miiko Taka: Hana-ogi
- Ricardo Montalban: Nakamura
- Martha Scott: Sra. Webster
- Miyoshi Umeki: Katsumi Kelly
- James Garner: Capità Mike Bailey
- Kent Smith: Tinent Mark Webster
- Douglas Watson: Coronel Crawford
- Reiko Kuba: Fumiko-San

## Premis i nominacions

### Premis
- 1958: Oscar al millor actor secundari per Red Buttons
- 1958: Oscar a la millor actriu secundària per Miyoshi Umeki
- 1958: Oscar a la millor direcció artística per Ted Haworth & Robert Priestley
- 1958: Oscar al millor so per George Groves
- 1958: Globus d'Or al millor actor secundari per Red Buttons

### Nominacions
- 1958: Oscar a la millor pel·lícula
- 1958: Oscar al millor director per Joshua Logan
- 1958: Oscar al millor actor per Marlon Brando
- 1958: Oscar al millor guió original per Paul Osborn
- 1958: Oscar a la millor fotografia per Ellsworth Fredericks
- 1958: Oscar al millor muntatge per Arthur P. Schmidt & Philip W. Anderson
- 1958: Globus d'Or a la millor pel·lícula dramàtica
- 1958: Globus d'Or al millor director per Joshua Logan
- 1958: Globus d'Or al millor actor dramàtic per Marlon Brando
- 1958: Globus d'Or a la millor actriu dramàtica per Miyoshi Umeki
- 1959: BAFTA a la millor nova promesa per Red Buttons

## Anècdotes
En aquesta pel·lícula Marlon Brando és un oficial americà, mentre que l'any anterior feia de japonès a The Tea House of the August Moon.